# Murtinți, Pernik
Murtinți (în bulgară Муртинци) este un sat în comuna Breznik, regiunea Pernik,  Bulgaria. 

## Demografie
Componența etnică a satului Murtinți
     Bulgari (47,05%)
     Nicio identificare (52,94%)
     Altele (0%)
La recensământul din 2011, populația satului Murtinți era de 17 locuitori. Nu există o etnie majoritară, locuitorii fiind  și bulgari (47,05%). Pentru 52,94% din locuitori nu este cunoscută apartenența etnică.